# Ann Forslind
Ann Forslind, född 22 september 1953, är en svensk författare,  illustratör och översättare. Från 2006–2013 på stol nummer tio i Svenska barnboksakademien. Forslinds berättelser är främst riktade till barn som just passerat pekboksstadiet. Hon har översatts till finska, danska, nederländska, norska, grönländska, isländska, färöiska, ryska och tyska. Hon har också själv översatt några barnböcker från engelska och tyska. Hon har även en dotter född 1985 med Ola Nyberg. 

## Priser och utmärkelser
- 2001 – Elsa Beskow-plaketten[1]